# Ганна Маркуссен
Ганна Елісе Маркуссен (норв. Hanna Elise Marcussen; нар. 4 вересня 1977) — норвезька політична діячка від Партії зелених. Міська комісарка з питань розвитку міст Осло.

## Кар'єра
У 2008—2014 роках була національною речницею Норвезької партії зелених. Також була обрана депутаткою міської ради Осло в 2011 та 2015 роках.
У листопаді 2012 року програла боротьбу з Расмусом Ганссоном за перше місце в партійному бюлетені на парламентських виборах у Норвегії 2013 року. Натомість в лютому 2013 року посіла перше місце в партійному бюлетені в Ругаланні. Ганссона обрали в Осло, а Маркуссен не змогла отримати місце в Ругаланні.
З 2014 по 2015 рік була менеджеркою Bergfald Environmental Advisors.
Однак у 2015 році призначена міською комісаркою з питань містобудування в новому міському уряді Раймонда Югансена.
Після відставки Лан-Марі Берг після вотуму довіри, Маркуссен змінила її на тимчасовій посаді уповноваженої з питань транспорту та докілля до того, як 24 червня 2021 року був представлений новий кабінет міністрів. Маркуссен змінив Сірін Геллвін Став.
У 2022 році Маркуссен оголосила, що не переобиратиметься на місцевих виборах 2023 року. У травні 2023 року вона пішла у відпустку по догляду за дитиною, а її обов'язки до виборів виконував Арілд Ермстад.
Маркуссен є кваліфікованим археологом з Університету Осло.

## Зовнішні ресурси
Green Party (домашній сайт) [Архівовано 15 серпня 2009 у Wayback Machine.]